# 日和佐町立大戸小学校
日和佐町立大戸小学校（ひわさちょうりつ おおどしょうがっこう）は、徳島県海部郡美波町（閉校当時は、日和佐町）北河内字久望397-1にあった公立小学校。
町村合併などの理由で1972年3月31日をもって閉校し、同年4月1日に日和佐町立日和佐小学校（現美波町立日和佐小学校）に統合された。跡地は、町立大戸公民館になっている。。

## 基礎データ
全校生徒数
- 約？人（1972年当時）

全卒業生数　
- 約700人

最寄駅
- 四国旅客鉄道牟岐線北河内駅（閉校当時は、日本国有鉄道牟岐線北河内駅）

最寄バス停
- 徳島バス南部北河内バス停（閉校当時は、徳島バス北河内バス停）

## 沿革
- 1880年（明治13年） - 北河内全域を学区とし、北河内村に大戸小学校を創立する。
- 1889年（明治22年）10月1日 - 町村合併のため北河内村から赤河内村に改名し赤河内村大戸小学校となる。
- 1956年（昭和31年）9月30日 - 町村合併のため赤河内村から日和佐町に改名し徳島県海部郡日和佐町立大戸小学校となる。
- 1972年（昭和47年）3月31日 - 閉校され、日和佐町立日和佐小学校（現美波町立日和佐小学校）に統合。

## 関連学校
- 日和佐町立赤河内中学校
- 美波町立日和佐小学校（閉校当時は、日和佐町立日和佐小学校）
- 美波町立日和佐中学校（閉校当時は、日和佐町立日和佐中学校）